# Erik & Mackan - Hela och rena
Erik & Mackan – hela och rena är ett undersökande humorprogram på TV6 om smuts, hygien och bristen på hygien. Programledare är Erik Ekstrand och Mackan Edlund. Första säsongen av programmet visades på söndagar klockan åtta, våren 2008. Programmet blev genombrottet för humorduon Erik och Mackan.

## Innehåll
I tv-programmet skänker de båda programledarna kropp och själ till vetenskapen för att ta reda på saker som: Om man går in på toaletten efter att någon bajsat, får man i sig bajsmolekyler genom luften då? Hur många löss går det åt för att färga en godisbit röd? Och hur ofräscht är det egentligen att åka på chartersemester? Exempel på fasta inslag i programmet: "Frukt eller utslag" samt "Name that Cheese!". Under programserien följdes också försökspersonen Rasmus, som under en månad varken tvättade sig eller borstade tänderna.